# Rakošino
Rakošino, česky také Rakošin nebo Rákošín (ukrajinsky Ракошино, maďarsky Beregrákos) je obec na Ukrajině, v Zakarpatské oblasti, v okrese Mukačevo, ve vesnické komunitě Velyki Lučky. V roce 2024 zde žilo 3280 obyvatel.
Je zde mužský klášter Svaté přímluvy, Mukačevské diecéze Ukrajinské pravoslavné církve.

## Části obce
- Rakošino
- Benedykivci
- Domboky
- Kajdanovo
- Ruske
- Čopivci[2]

## Historie
První písemná zmínka o obci pochází z roku 1332 – obec byla uvedena pod názvem Rakus. Do Trianonské smlouvy byla obec součástí Uherska, poté byla součástí Československa. Za československé první republiky zde byl obecní notariát a poštovní úřad. V roce 1930 zde žilo 3 167 obyvatel, z toho 1 499 Maďarů, 1 332 Rusínů, 292 Židů, 21 Čechů a Slováků, 8 Němců a 15 cizinců. Od 26. října 1944 byla obec pod sovětskou vojenskou správou. Od roku 1945 patřilo Rakošino Ukrajinské sovětské socialistické republice, která byla součástí SSSR, a nakonec od roku 1991 je součástí samostatné Ukrajiny.